# UCI ProTour
De UCI ProTour (vaak afgekort tot ProTour) was een door de Internationale Wielerunie (UCI) georganiseerde reeks van wielerwedstrijden die vanaf 1 januari 2005 zowel de UCI Wereldbeker als de FICP Wereldranglijst verving. Over deze wedstrijden werd een totaalklassement opgemaakt. Het seizoen 2005 ging van start met zestien wedstrijden. Ten opzichte van 2004 waren dat er twaalf minder als gevolg van een conflict tussen de UCI en onder andere de ASO, de organisator van onder andere de Ronde van Frankrijk. De ProTour ging in 2005 met twintig ploegen van start, die verplicht waren om aan alle wedstrijden deel te nemen.
Vanaf 2009 werd er een nieuw systeem toegepast: de UCI Wereldkalender. Daarmee kwam ook het ProTour-klassement te vervallen. Per 2011 zijn de ProTour en de Wereldkalender tezamen opgegaan in de UCI World Tour; de ProTour-status voor ploegen blijft evenwel voortbestaan als "hoogste status" van registratie. Deze registratie omvat voor wielerploegen onder meer het recht en de verplichting om aan alle World Tour-wedstrijden deel te nemen.

## Geschiedenis
De ProTour was een initiatief van de Nederlander Hein Verbruggen, destijds voorzitter van de UCI (Internationale Wielrenunie) naar het voorbeeld van de Champions League in het voetbal. De plannen met betrekking tot de ProTour werden gepresenteerd op 22 april 2004 in Luik. Op 2 oktober 2004 viel de definitieve beslissing hieromtrent.
Ruim een jaar later, en wel op 9 december 2005, werd bekendgemaakt dat de organisatoren van de drie grote ronden (Ronde van Frankrijk, Ronde van Spanje en Ronde van Italië) uit de ProTour zouden stappen. Zij wilden met ingang van 2006 een eigen competitie oprichten, namelijk de Grand Tour Trofee. De reden hiervoor was dat de UCI wilde dat ten minste alle ProTour-ploegen een startrecht zouden krijgen in de grote ronden, met als gevolg dat de organisatoren minder zeggenschap zouden krijgen over het selecteren van ploegen. In april 2006 werd het conflict bijgelegd.
Op 19 september 2007 maakte de UCI bekend dat de drie grote ronden alsnog uit de ProTour zouden verdwijnen, inclusief de andere door voornoemde organisatoren (RCS Sport, ASO en Unipublic) georganiseerde wedstrijden. In februari 2008 verhardde het conflict. De UCI verbood de ProTour-ploegen om mee te doen aan de eerste ASO-wedstrijd van het seizoen, namelijk Parijs-Nice. Dit op straffe van een startverbod in alle UCI-wedstrijden zoals de ProTour-wedstrijden, de wereldkampioenschappen en de Olympische Spelen. Als reactie daarop werd verondersteld dat de teams die aan UCI-wedstrijden zouden meedoen, door de organisatoren van de grote ronden zouden worden geweigerd. Twee dagen later meldde de AIGCP, de organisatie waarin zeventien profteams zijn verenigd, dat hun teams toch van start gingen in Parijs-Nice.

## Deelname
ProTour-teams waren verplicht aan elke wedstrijd van de ProTour-kalender deel te nemen. Hun programma hoefde zich echter niet tot deze wedstrijden te beperken en evenmin was deelname aan ProTour-wedstrijden voor andere teams uitgesloten: voor elke wedstrijd kon er een (beperkt) aantal wildcards worden verleend aan kleinere teams, meestal teams uit het land waarin de wedstrijd plaatsvindt.
De UCI had aanvankelijk geprobeerd aan de ProTour ook een verplichte deelname van individuele coureurs te koppelen, om te voorkomen dat teams louter mindere renners voor bepaalde wedstrijden zouden opstellen. Dit bleek echter niet haalbaar.

## Einde
Tijdens de eerste rustdag van de Ronde van Frankrijk 2008 hebben alle grote wielerploegen in een gezamenlijke verklaring aangegeven uit de ProTour te stappen. Zij dienden vervolgens een voorstel in om de achttien grote teams twee jaar een startrecht te geven voor de grote wedstrijden, waarna een selectiecommissie in het leven zou worden geroepen die vanaf dan zou bepalen welke ploeg mag starten. De ProTour-ranking werd hierbij vervangen door de UCI Wereldkalender. In 2009 waren er echter wederom 18 grote teams met een ProTour-licentie.
In 2010 werd de ProTour officieel afgeschaft en vervangen door de UCI World Tour.

## Continentale circuits
Tegelijk met de ProTour voerde de UCI de zogenaamde continentale circuits in, een grote groep wedstrijden die niet tot de ProTour behoren, verdeeld over de vijf continenten.
de UCI Europe Tour in Europa
de UCI America Tour in Noord- en Zuid-Amerika
de UCI Asia Tour in Azië
de UCI Africa Tour in Afrika
de UCI Oceania Tour in Australië
Over deze circuits worden ook klassementen opgesteld.

## Ploegen in 2010
Onderstaande tabel geeft een overzicht van de samenstelling van de UCI ProTour-ploegen voor het seizoen 2010.
| AG2R-La Mondiale      | Garmin-Slipstream   | Team HTC-Columbia |
| Astana                | Lampre-Farnese Vini | Team Katjoesja    |
| Caisse d'Epargne      | Liquigas-Doimo      | Team Milram       |
| Euskaltel-Euskadi     | Omega Pharma-Lotto  | Team RadioShack   |
| Footon-Servetto       | Quick·Step          | Team Saxo Bank    |
| La Française des Jeux | Rabobank            | Team Sky          |

## Klassement
Alleen renners die deel uitmaakten van een ProTour-team konden punten verdienen volgens onderstaand schema, dat gold tot 2008. Indien een renner van een niet-ProTour-team echter een puntenwaardige plaats verdiende, werden deze punten niet doorgeschoven.
Er waren ook klassementen per ploeg en land. Deze klassementen werden in 2009 vervangen door de UCI Wereldkalender.

## Lijst van eindwinnaars
| Seizoen | Winnaar            | Tweede             | Derde            |
| ------- | ------------------ | ------------------ | ---------------- |
| 2005    | Danilo Di Luca     | Tom Boonen         | Davide Rebellin  |
| 2006    | Alejandro Valverde | Samuel Sánchez     | Fränk Schleck    |
| 2007    | Cadel Evans        | Davide Rebellin    | Alberto Contador |
| 2008    | Alejandro Valverde | Damiano Cunego     | Andreas Klöden   |
| 2009    | Alberto Contador   | Alejandro Valverde | Samuel Sánchez   |
| 2010    | Joaquim Rodríguez  | Alberto Contador   | Philippe Gilbert |

AG2R-La Mondiale · Astana · Bouygues Télécom · Caisse d'Epargne · Cofidis, Le Crédit par Téléphone · Team Columbia · Crédit Agricole · Team CSC · Euskaltel-Euskadi · La Française des Jeux · Team Gerolsteiner · Lampre-Fondital · Liquigas-Bianchi · Team Milram · Silence-Lotto · Quick·Step-Innergetic · Rabobank · Saunier Duval-Scott